# Guerra bancaria
La Guerra Bancaria fue una lucha política que se desarrolló en torno del intento de renovación de la licencia del Segundo Banco de los Estados Unidos (SBEU) durante la presidencia de Andrew Jackson (1829-1837). El asunto resultó en el cierre del SBEU y su sustitución por bancos locales.

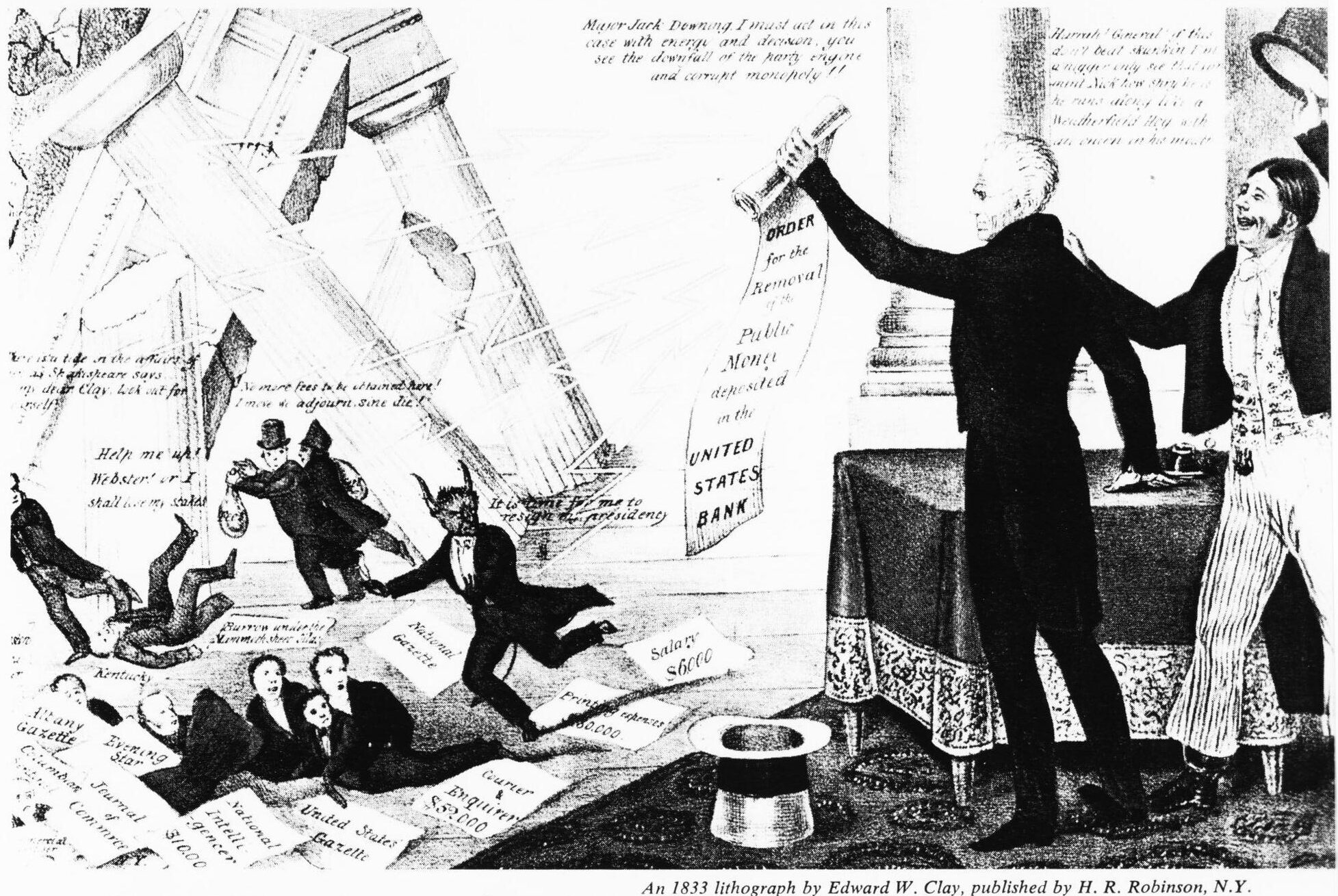
Caricatura democrática que muestra a Jackson destruyendo el supuesto «banco del diablo», en referiencia al segundo banco de los Estados Unidos.

El SBEU se estableció como una organización privada con una licencia para operar durante veinte años (1816-1836), con el derecho exclusivo de realizar actividades bancarias a escala nacional. Sus principales objetivos eran: estabilizar la economía estadounidense mediante el establecimiento de una moneda uniforme y el fortalecimiento del gobierno federal.
Los partidarios del SBEU lo consideraban una fuerza estabilizadora de la economía debido a su capacidad para suavizar las variaciones de los precios y del comercio, conceder crédito, suministrar a la nación una moneda sana y uniforme, proporcionar servicios fiscales al Departamento del Tesoro de los EE. UU., facilitar las negociaciones a largo plazo, el comercio a distancia y prevenir la inflación regulando las prácticas crediticias de los bancos locales.
Los demócratas jacksonianos citaron casos de corrupción y alegaron que el SBEU favorecía a comerciantes y especuladores a expensas de agricultores y artesanos, se apropiaba de dinero público para inversiones privadas riesgosas e interferencia en la política, y confería privilegios económicos a un pequeño grupo de accionistas y la élite financiera, violando así el principio de la igualdad de oportunidades. Algunos consideraron inconstitucional la organización público-privada del SBEU y argumentaron que los estatutos de la institución violaban la soberanía estatal. Para ellos, el Banco simbolizaba la corrupción y al mismo tiempo amenazaba la libertad.
A principios de 1832, Nicholas Biddle, entonces presidente del SBEU, en alianza con los Republicanos Nacionales, liderados por los senadores Henry Clay (Kentucky) y Daniel Webster (Massachusetts), presentó una solicitud para una renovación de la licencia de veinte años del SBEU, cuatro años antes de la expiración de la licencia vigente, con la intención de presionar a Jackson para que tomara una decisión antes de las elecciones presidenciales de 1832, en las que Jackson se enfrentaría a Clay.
Cuando el Congreso votó a favor de renovar la licencia del SBEU, Jackson vetó el proyecto de ley. Su mensaje de veto fue una declaración polémica de la filosofía social del movimiento jacksoniano que enfrentaba a "los plantadores, los agricultores, los mecánicos y los trabajadores" contra el "interés monetario", beneficiando a los ricos a expensas de la gente común.
En este contexto, la cuestión de la renovación de la licencia del SBEU se convirtió en el tema central que dividió el entre a los jacksonianos (contra la renovación) y los republicanos nacionales (a favor de la renovación). Aunque el SBEU proporcionó una importante ayuda financiera a Clay y a los editores de periódicos partidarios de la renovación, Jackson consiguió una abrumadora victoria electoral.
Por temor a represalias económicas por parte de Biddle, Jackson rápidamente eliminó los depósitos federales del SBEU. En 1833, dispuso la distribución de los fondos a decenas de bancos locales. El nuevo Partido Whig surgió en oposición a su percibido abuso del poder ejecutivo, censurando oficialmente a Jackson en el Senado.
En un esfuerzo por promover la simpatía por la supervivencia de la institución, Biddle tomó represalias contrayendo crédito bancario, lo que provocó una leve crisis financiera. Se produjo una reacción en todos los centros financieros y de negocios de Estados Unidos contra las maniobras de Biddle, lo que obligó al SBEU a revertir sus políticas monetarias restrictivas, pero sus posibilidades de renovar su permiso estaban prácticamente agotadas. La economía funcionó bien durante la época de Jackson como presidente, pero a veces se culpa a sus políticas económicas, incluida su guerra contra el Banco, de contribuir al Pánico de 1837.

## Resurrección de un sistema bancario nacional
En 1791, el Primer Banco de los Estados Unidos se estableció según las tesis defendidas Alexander Hamilton, entonces Secretario del Tesoro de los EE. UU.. Hamilton apoyaba la fundación de un banco nacional porque creía que aumentaría la autoridad y la influencia del gobierno federal, gestionaría eficazmente el comercio y fortalecería la defensa nacional y la capacidad de pagar la deuda.
La creación del Primer Banco fue objeto de ataques de agraristas y construccionistas liderados por Thomas Jefferson y James Madison. Ellos creían que la creación de un banco por el gobierno federal era inconstitucional porque la Constitución no lo permitía expresamente, infringiría los derechos de los estados y beneficiaría a un pequeño grupo sin ofrecer ninguna ventaja a la mayoría, especialmente a los agricultores.
La visión de Hamilton triunfó y se creó el Primer Banco. El Primer Banco, tal como estaba establecido, actuó como fuente de crédito para el gobierno de los EE. UU. y como el único banco interestatal autorizado, pero carecía de los poderes de un banco central moderno: no establecía la política monetaria, no regulaba los bancos privados, no controlaba sus reservas excedentes, o actuaba como prestamista de última instancia, y sólo podría emitir billetes respaldado por su capitalización y no dinero fiduciario.
En 1811, el presidente James Madison y Albert Gallatin, entonces Secretario del Tesoro, apoyaron la renovación de la licencia del Primer Banco. Entretanto, los opositores al Banco derrotaron la renovación de la licencia por un solo voto tanto en la Cámara como en el Senado.
Una de las razones por las que los bancos locales se opusieron a la renovación de la licencia fue el hecho de que cuando los billetes de los bancos locales se depositaban en el Primer Banco, el Primer Banco presentaba estos billetes a los bancos locales y exigía oro y plata a cambio, lo que limita la capacidad de los bancos locales para emitir billetes y mantener reservas adecuadas de oro y plata. En aquella época, los billetes de banco podían cambiarse por un valor fijo de oro o plata.
Los argumentos a favor de revivir un sistema nacional de finanzas, así como de obras públicas y aranceles protectores, fueron impulsados por preocupaciones de seguridad nacional durante la Guerra anglo-estadounidense (1812-1815). El caos de la guerra había, según algunos, "demostrado la absoluta necesidad de un sistema bancario nacional".
El impulso para la creación de un nuevo banco nacional ha sido reforzado durante el período de posguerra de la historia estadounidense conocido como la Era de los buenos sentimientos. Hubo un fuerte movimiento para aumentar el poder del gobierno federal. Algunas personas culparon a un gobierno central débil por el pobre desempeño de Estados Unidos durante gran parte de la Guerra de 1812.
Humillado por su oposición a la Guerra de 1812, el Partido Federalista, fundado por Alexander Hamilton, colapsó. Casi todos sus antiguos partidarios se unieron al Partido Demócrata-Republicano, fundado por Thomas Jefferson. Se esperaba que la desaparición del Partido Federalista marcaría el fin de la política partidista. Pero incluso en el nuevo sistema de partido único, las diferencias ideológicas y sectoriales comenzaron a estallar una vez más en torno a varios temas, uno de ellos fue la campaña para reestructurar el Banco.
En 1815, James Monroe, entonces Secretario de Estado de los EE. UU., dijo al Presidente James Madison que un banco nacional "vincularía la parte comercial de la comunidad en un grado mucho mayor al Gobierno [y] los interesaría en sus operaciones... Este es el gran desideratum [objetivo esencial] de nuestro sistema."
El apoyo a este "sistema nacional de dinero y finanzas" creció con la economía de posguerra y el auge de la tierra, uniendo los intereses de los financieros del este con los nacionalistas republicanos del sur y del oeste. Las raíces de la resurrección del Banco de los Estados Unidos se encuentran fundamentalmente en la transformación de Estados Unidos de una simple economía agraria a una que se estaba volviendo interdependiente de las finanzas y la industria. 
Además, vastas tierras occidentales se estaban abriendo para los asentamientos blancos, acompañados de un rápido desarrollo, mejorado por la energía de vapor y el crédito financiero. Los nacionalistas republicanos consideraron necesaria la planificación económica a nivel federal para promover la expansión y alentar la empresa privada. Al mismo tiempo, intentaron "republicanizar la política bancaria hamiltoniana". John C. Calhoun, representante de Carolina del Sur y fuerte nacionalista, se jactaba de que los nacionalistas contaban con el apoyo de los campesinos, que ahora "compartirían el capital del Banco".
A pesar de la oposición de los Viejos Republicanos encabezados por John Randolph de Roanoke, que veían el resurgimiento de un banco nacional como puramente hamiltoniano y una amenaza a la soberanía estatal, el fuerte apoyo de nacionalistas como Calhoun y Henry Clay hizo que el Congreso aprobara el proyecto de ley que preveía la fundación del Segundo Banco de los Estados Unidos (SBEU). 
El 10 de abril de 1816, James Madison promulgó los estatutos del SBEU. El SBEU recibió considerables poderes y privilegios en virtud de sus estatutos. Su sede estaba establecida en Filadelfia, pero podía crear sucursales en cualquier lugar. Gozaba del derecho exclusivo de realizar operaciones bancarias a nivel nacional. Transferió fondos del Tesoro sin cargo. El gobierno federal compró una quinta parte de las acciones del Banco, nombró a una quinta parte de sus directores y depositó sus fondos en el Banco. Se podían cobrar pagarés SBEU por bonos federales.

## "Jackson y la Reforma": Implicaciones para el SBUS

### Pánico de 1819
El surgimiento de la democracia jacksoniana se logró aprovechando los resentimientos sociales generalizados y el malestar político que persisten desde el Pánico de 1819 y la Crisis de Misuri de 1820. Una de las causas del Pánico de 1819 fue la rápida recuperación, observada tras las Guerras Napoleónicas (1803-1815), de la producción agrícola en Europa Continental y de la producción industrial en Inglaterra. La recuperación de la producción agrícola redujo las exportaciones de productos agrícolas estadounidenses, provocando una reducción de los precios y de los ingresos de los agricultores endeudados como consecuencia de las inversiones realizadas en un momento en que el precio de los productos agrícolas era elevado. La recuperación de la producción industrial provocó un aumento de las importaciones de productos industrializados del Reino Unido al mercado estadounidense y también una reducción de los precios.
Otra causa fue la escasez de medios de pago (oro y plata) como consecuencia de las guerras de independencia hispanoamericanas.
La situación fue exacerbada por el SBEU, que, durante el periodo en que el precio de los productos agrícolas era elevado, había ampliado excesivamente el crédito. Sin embargo, tras el periodo de expansión excesiva del crédito, el SBEU adoptó, bruscamente, una política de restricción excesiva del crédito, que provocó la quiebra de los bancos locales y el colapso de las empresas, convirtiendo lo que podría haber sido una breve recesión en una depresión prolongada. El escritor financiero William M. Gouge escribió que "el banco se salvó y la gente quedó arruinada".
Después del pánico de 1819, la ira popular se dirigió hacia los bancos de la nación, particularmente contra el SBEU. En este contexto, muchos empezaron a defender las concepciones jeffersonianas de un gobierno más limitado, especialmente después de las revelaciones de fraude dentro del Banco y sus intentos de influir en las elecciones.
Andrew Jackson, anteriormente general de división en el ejército de los Estados Unidos y ex gobernador territorial de Florida, simpatizaba con estas preocupaciones y, en privado, culpaba al SBEU de causar el pánico al contratar crédito. En una serie de memorandos, atacó al gobierno federal por abusos y corrupción generalizados. Estos incluían robo, fraude y soborno, y ocurrían regularmente en las sucursales del SBEU.
En Misisipi, el SBEU no abrió sucursales fuera de la ciudad de Natchez, lo que impidió a los pequeños agricultores de las zonas rurales hacer uso de su capital. Los miembros de la clase plantadora y otras élites económicas que estaban bien conectados a menudo tenían más facilidad para obtener préstamos. Según el historiador Edward E. Baptist: "un banco estatal podría ser un cajero automático para quienes están conectados con sus directores".
Un ejemplo de ello fue el de Kentucky, donde en 1817 la legislatura estatal creó cuarenta bancos con billetes canjeables en el Banco de Kentucky. La inflación pronto aumentó y el Banco de Kentucky se endeudó con el SBEU. Varios estados, incluido Kentucky, hartos de la deuda contraída con el SBEU y de la corrupción generalizada, impusieron impuestos al SBEU para obligarlo a desaparecer. Pero estos intentos de imposición no eran viables, pues la Suprema Corte ya había dictaminado en el caso: McCulloch contra Maryland (1819), que el SBEU era constitucional y que, como agente del gobierno federal, no podía pagar impuestos.
En 1819, James Monroe nombró a Nicholas Biddle de Filadelfia director gubernamental del banco, que, en 1823, fue elegido presidente por unanimidad. Según el primer biógrafo de Amdrew Jackson, James Parton, Biddle "era un hombre de pluma: rápido, elegante, fluido, honorable, generoso, pero no capaz en la práctica; no era un hombre para un mar tormentoso y una costa a sotavento".Life of Andrew Jackson by Parton, James, 1822-1891, en inglés, consultado el 14/12/2021.</ref>
Biddle creía que el Banco tenía derecho a operar independientemente del Congreso y del Ejecutivo, y escribió que "ningún funcionario del Gobierno, desde el Presidente hacia abajo, tiene el menor derecho, la menor autoridad" para entrometerse "en las preocupaciones de el Banco".

### El ascenso de Jackson
El final de la Guerra anglo-estadounidense (1812-1815) estuvo acompañado por un aumento del sufragio masculino blanco. La mayoría de los estados abolieron los requisitos de propiedad para votar (sufragio censitario), lo que significa que casi todos los adultos varones blancos en los Estados Unidos eran elegibles para votar (Sufragio universal masculino). Jackson, como héroe de guerra, era popular entre las masas.
En este contexto, fue candidato en las elecciones presidenciales de 1824, que se convirtió en una contienda a cinco bandas entre Jackson, John C. Calhoun, John Quincy Adams, William H. Crawford y Henry Clay. Todos eran miembros del Partido Republicano, que seguía siendo el único partido político del país.
Calhoun se retiró para postularse para vicepresidente, reduciendo el número de candidatos a cuatro. Jackson obtuvo más votos tanto en el Colegio Electoral como en el voto popular, sin embargo, no obtuvo la mayoría absoluta, lo que significó que la elección se decidió en la Cámara de Representantes, que elegiría entre los tres mejores votantes del Colegio Electoral. Clay terminó cuarto. Sin embargo, también fue presidente de la Cámara y maniobró la elección a favor de Adams, quien a su vez nombró a Clay Secretario de Estado, cargo que en el pasado había servido como trampolín hacia la presidencia.
Jackson se puso furioso por este llamado "acuerdo corrupto" para subvertir la voluntad del pueblo. Como presidente, Adams siguió un rumbo impopular al intentar fortalecer los poderes del gobierno federal mediante la realización de grandes proyectos de infraestructura y otras empresas que supuestamente infringían la soberanía estatal y iban más allá del papel adecuado del gobierno central. La división durante su administración condujo al fin de la era del partido único. Los partidarios de Adams comenzaron a llamarse Republicanos Nacionales. Los partidarios de Jackson llegaron a ser conocidos como jacksonianos y, finalmente, demócratas.
En 1828, Jackson volvió a para presentarse a la presidencia de Estados Unidos. La mayoría de los viejos republicanos que, en 1824, habían apoyado a Crawford, alarmados por la centralización en la administración Adams, acudieron en masa a Jackson.
Durante la campaña, Jackson prometió reducir la deuda y debilitar el gobierno federal para devolver el poder a los estados. Jackson se postuló bajo el lema de "Jackson y la Reforma", prometiendo un retorno a los principios jeffersonianos de gobierno limitado y el fin de las políticas centralizadoras de Adams. Los demócratas lanzaron una campaña enérgica y sofisticada, en la que caracterizaron a Adams como un proveedor de corrupción y republicanismo fraudulento, y una amenaza para la democracia estadounidense. 
En el centro de la campaña estaba la convicción de que, en 1824, se había negado la presidencia a Andrew Jackson sólo a través de un "acuerdo corrupto"; una victoria de Jackson prometía rectificar esta traición a la voluntad popular. 
Aunque la esclavitud no fue un tema importante en el ascenso de Jackson a la presidencia, a veces sí influyó en la oposición al SBEU, específicamente entre aquellos en el Sur que sospechaban de cómo el aumento del poder federal a expensas de los estados podría afectar la legalidad de la esclavitud. El demócrata Nathaniel Macon, de Carolina del Norte, comentó: "Si el Congreso puede crear bancos, carreteras y canales según la Constitución, puede liberar a cualquier esclavo en los Estados Unidos". En 1820, John Tyler, de Virginia, escribió que "si el Congreso puede constituir un banco, podría emancipar a un esclavo".
Jackson fue a la vez el defensor y el beneficiario del resurgimiento de la alianza jeffersoniana Norte-Sur.   El movimiento jacksoniano reafirmó los antiguos preceptos republicanos de gobierno limitado, construccionismo estricto y de los derechos de los estados. Por ello, Jackson se mostró partidario de eliminar las instituciones federales que conferían privilegios que producían "desigualdad artificial", mediante un retorno al construccionismo estricto.
Jackson obtuvo el apoyo del plantador del Sur y del republicano llano del Norte y se vio favorecido por el avance del sufragio universal masculino blanco, debido a la supresión de los requisitos de propiedad para tener derecho a voto (voto censitario). Al final, Jackson ganó las elecciones de manera decisiva, obteniendo el 56 por ciento del voto popular y el 68 por ciento en el Colegio Electoral.
La coalición jacksoniana tuvo que lidiar con una incompatibilidad fundamental entre sus facciones del dinero duro y del papel moneda, por lo que los asociados de Jackson nunca ofrecieron una plataforma sobre la reforma bancaria y financiera, porque hacerlo "podría trastornar el delicado equilibrio de la coalición de Jackson".
Jackson y otros defensores del dinero duro creían que el papel moneda era parte de "un sistema corruptor y desmoralizador que hacía a los ricos más ricos y a los pobres más pobres". El oro y la plata eran la única manera de tener una moneda "justa y estable". La aversión al papel moneda se remonta a antes de la Revolución de las Trece Colonias. La inflación provocada durante la Guerra de Independencia (1775-1783) por la impresión de enormes cantidades de papel moneda aumentó la desconfianza, y la oposición a ella fue una de las principales razones de las dificultades de Alexander Hamilton para conseguir la licencia del Primer Banco de los Estados Unidos.
Por otro lado, los partidarios del dinero blando eran los que querían crédito fácil, como los aspirantes a empresarios, varios de ellos en la frontera algodonera en el suroeste de Estados Unidos, estaban resentidos con el SBEU no por emitir billetes de banco, sino porque no emitirá más ni se los prestó. Los bancos tienen que prestar más dinero del que reciben. Cuando los bancos prestan dinero, en realidad se crea dinero nuevo, lo que se llama "crédito". Este dinero tiene que ser papel; de lo contrario, un banco sólo puede prestar tanto como recibe y, por tanto, no se puede crear nueva moneda de la nada. Por tanto, los billetes de banco eran necesarios para hacer crecer la economía.
Por otro lado, los bancos que concedieran demasiados préstamos, emitirón un exceso de billetes de banco y deflactarían la moneda. Esto llevaría a los prestamistas a exigir que los bancos recuperen sus papeles devaluados a cambio de oro o plata, así como a que los deudores intentarían pagar los préstamos con la misma moneda deflactada, perturbando gravemente la economía.

## Preludio de la guerra

### Actitudes iniciales
En marzo de 1829, cuando Jackson comenzó su mandato como presidente, el desmantelamiento del SBEU no formaba parte de su agenda de reformas. Aunque el presidente albergaba antipatía hacia todos los bancos, varios miembros de su gabinete inicial aconsejaron una actitud cautelosa en lo que respecta al SBUS. A lo largo de 1829, Jackson mantuvo relaciones cordiales con el SBUS.  
A lo largo de la década de 1820, la reputación del SBEU ante el público se recuperó parcialmente, cuando Biddle administró el Banco con prudencia durante un período de expansión económica. Parte de la animosidad que quedó tras del pánico de 1819 había disminuido. Entretanto, el sentimiento anti-SBEU persistió en algunas localidades occidentales y rurales.  Según el historiador Bray Hammond, " Los jacksonianos tuvieron que reconocer que la reputación del Banco en la estima pública era alta."
Desafortunadamente para Biddle, entonces presidente del SBEU, hubo rumores de que el SBEU había interferido políticamente en las elecciones presidenciales 1828, apoyando a John Quincy Adams. Según los jacksonianos anti-SBEU, sucursales de Louisville, Lexington, Portsmouth, Boston y Nueva Orleans habían prestado más fácilmente a clientes que favorecían a Adams; habían nombrado a una parte desproporcionada de los hombres de Adams para la junta directiva del Banco y los fondos de la SBEU se utilizaron para contribuciones a la campaña de Adams.
Algunas de estas acusaciones no fueron probadas e incluso negadas por personas leales al presidente, pero Jackson continuó recibiendo noticias de la intromisión política del SBEU durante su primer mandato. Para desactivar un conflicto político potencialmente explosivo, algunos jacksonianos alentaron a Biddle a seleccionar candidatos de ambos partidos para servir como funcionarios del SBEU, pero Biddle insistió en que sólo las calificaciones de uno para el trabajo y el conocimiento en los asuntos comerciales, más que consideraciones partidistas, deberían determinar las prácticas de contratación.
En enero de 1829, John McLean le escribió a Biddle instándolo a evitar la apariencia de parcialidad política a la luz de las acusaciones de que el Banco interfería en nombre de Adams en Kentucky. Biddle respondió que "el gran peligro de cualquier sistema de división equitativa de los partidos en una junta directiva es que casi inevitablemente obliga nombrar a personas incompetentes o inferiores a desempeñar sus funciones" para ajustar el equilibrio numérico de los directores”.
En octubre de 1829, algunos de los colaboradores más cercanos de Jackson, especialmente Martin Van Buren, entonces Secretario de Estado, estaban desarrollando planes para un banco nacional sustituto. Estos planes pueden haber reflejado un deseo de transferir recursos financieros de Filadelfia a Nueva York y otros lugares.
En ese contexto, Biddle exploró cuidadosamente sus opciones para persuadir a Jackson a apoya la renovación de la licencia de SBEU. Por eso, en noviembre de 1829 presentó una propuesta para pagar la deuda nacional. Jackson acogió con agrado la oferta y prometió personalmente a Biddle que recomendaría el plan al Congreso en su próximo discurso anual, pero enfatizó que tenía dudas sobre la constitucionalidad del Banco. Esto dejó abierta la posibilidad de que pudiera obstaculizar la renovación de la licencia del Banco en caso de ganar un segundo mandato.  

### Discurso anual al Congreso de diciembre de 1829
El 8 de diciembre de 1829, Jackson pronunció su discurso anual al Congreso, en el que sugirió convertir el SBEU en parte del Departamento del Tesoro. Además, elogió el plan de retiro de deuda de Biddle, pero aconsejó al Congreso que tomara medidas tempranas para determinar la constitucionalidad del SBEU y añadió que la institución había "fracasado en el gran objetivo de establecer "un sistema uniforme y una moneda sana". Continuó argumentando que si tal institución fuera realmente necesaria para los Estados Unidos, sus estatutos deberían revisarse para evitar objeciones constitucionales. 
Muchos historiadores coinciden en que la afirmación de que el SBEU no había logrado establecer una moneda sólida era objetivamente falsa.     Según el historiador Robert V. Remini, el SBEU ejerció "pleno control de las facilidades crediticias y monetarias de la nación y contribuyó a su fortaleza y solidez". Los billetes emitidos por el SBEU circulaban en todo o casi todo el país. Las declaraciones de Jackson contra el SBEU fueron políticamente potentes en el sentido de que sirvieron para "descargar las agresiones de los ciudadanos que se sentían perjudicados por privilegios económicos, derivados o no de los bancos".
Después de que Jackson hizo estos comentarios, las acciones del Banco cayeron debido a la repentina incertidumbre sobre el destino de la institución. Afirmaron que al prestar dinero en grandes cantidades a especuladores ricos y bien conectados, se restringía la posibilidad de un auge económico que beneficiaría a todas las clases de ciudadanos. Las críticas de Jackson eran compartidas por los "agrarios antibancarios y por los partidario del dinero duro", así como por los agentes financieros del este, especialmente de la ciudad de Nueva York, a quienes les molestaban las restricciones del banco nacional al crédito fácil. 
Unas semanas después del discurso de Jackson, Biddle inició una campaña de relaciones públicas interregional de varios años diseñada para asegurar una nueva licencia para el SBEU. Ayudó a financiar y distribuir miles de copias de artículos, ensayos, folletos, tratados filosóficos, informes para accionistas, informes para comités del Congreso y peticiones pro-SBEU.
Una de las primeras órdenes del día fue trabajar con partidarios del SBEU, Los jacksonianos y los republicanos nacionales en el Congreso para refutar las afirmaciones de Jackson sobre los billetes emitidos por el SBEU. En marzo de 1830, se publicó un informe, escrito por el senador Samuel Smith de Maryland, que sirvió para este propósito. En abril, se publicó un informe similar escrito por el representante George McDuffie de Carolina del Sur. El informe de Smith indicó que el SBEU proporcionó "una moneda tan segura como la plata; más conveniente y más valiosa que la plata, que ... se busca ansiosamente a cambio de plata".  Esto se hizo eco de los argumentos de John C. Calhoun durante los debates, en 1816, sobre el establecimiento del SBEU.
Después de la publicación de estos informes, Biddle acudió a la junta directiva del Banco para pedir permiso para utilizar algunos de los fondos del Banco para impresión y difusión. La junta directiva, compuesta por Biddle y colegas de ideas afines, estuvo de acuerdo. Otro resultado de los informes fue que las acciones del SBEU subieron tras la caída que experimentaron por los comentarios de Jackson.
A pesar del discurso de Jackson, desde la Casa Blanca no surgió ninguna política clara hacia el SBEU. Los miembros del gabinete de Jackson se opusieron a un ataque abierto al SBEU. El Departamento del Tesoro mantuvo relaciones laborales normales con Biddle, a quien Jackson volvió a nombrar director gubernamental del Banco. Lewis y otros miembros de la administración continuaron teniendo alentando intercambios con Biddle, pero en correspondencia privada con asociados cercanos, Jackson se refirió repetidamente a la institución como "una hidra de corrupción" y "peligrosos para nuestras libertades".
Los acontecimientos de 1830 y 1831 desviaron temporalmente la atención de las actividades políticas del SBEU. Dos de los ejemplos más destacados, de estos acontecimientos, fueron: la "Crisis de anulación" y el "Asunto de las Enaguas".  Estas luchas llevaron al vicepresidente John C. Calhoun a distanciarse de Jackson y a una eventual renuncia,  el reemplazo de todos los miembros originales del gabinete excepto uno, así como el desarrollo de un grupo no oficial de asesores separados del gabinete oficial que los oponentes de Jackson comenzaron a llamar su "gabinete de cocina".
El "gabinete de cocina" de Jackson, encabezado por Amos Kendall y Francis P. Blair, editor del Washington Globe, el órgano de propaganda patrocinado por el estado para el movimiento jacksoniano, ayudó a elaborar políticas y demostró ser más anti-SBEU que el gabinete oficial.  

### Discurso anual al Congreso, diciembre de 1830
El 7 de diciembre de 1830, Jackson pronunció su segundo discurso anual ante el Congreso,  en el que volvió a manifestar públicamente sus objeciones constitucionales a la existencia del SBEU  y abogó por la creación de un banco nacional sustituto que sería totalmente público sin accionistas privados, que no se dedicaría a préstamos ni a la compra de tierras, y conservaría únicamente su función de procesar los derechos de aduana para el Departamento del Tesoro.   El discurso indicó a las fuerzas pro-BUS que tendrían que intensificar sus esfuerzos de campaña. 
El 2 de febrero de 1831, mientras los republicanos nacionales formulaban una estrategia para obtener la renovación de la licencia, el senador jacksoniano Thomas Hart Benton de Misuri lanzó un ataque contra los legitimidad del SBEU en el pleno del Senado, exigiendo un debate abierto sobre la cuestión de la renovación de la licencia. Denunció al SBEU como un "tribunal adinerado" y defendió "una política de dinero duro frente a una política de billetes de banco". 
Una vez finalizado el discurso, el senador nacional republicano Daniel Webster de Massachusetts pidió una votación para poner fin a las discusiones sobre el SBEU. Lo consiguió por 23 votos contra 20, más cerca de lo que le hubiera gustado. Según Benton, el recuento de votos fue "suficiente para provocar inquietud, pero no para aprobar la resolución".
The Globe, que era vigorosamente anti-SBEU, publicó el discurso de Benton, ganándose los elogios de Jackson. Poco después, el Globe anunció que el presidente tenía intención de presentarse a la reelección.  

## Intento de renovación de licencia

### Gabinete post-Eaton y esfuerzos de compromiso
Después de reemplazar a la mayoría de los miembros originales de su gabinete, Jackson incluyó a dos ejecutivos partidarios del SBEU en su nuevo gabinete oficial: el Secretario de Estado Edward Livingston de Luisiana y el Secretario del Tesoro Louis McLane de Delaware. 
McLane, que era un confidente de Biddle,  impresionó a Jackson como un hombre franco y moderado por principios en la política del SBEU. Jackson calificó sus desacuerdos como una "diferencia de opinión honesta" y apreciaba la "franqueza" de McLane. El objetivo de McLane era garantizar que el SBEU sobreviviría a la presidencia de Jackson, incluso en una condición disminuida.
McLane trabajó en secreto con Biddle para crear un paquete de reformas. El producto presentado a Jackson incluía disposiciones mediante las cuales el gobierno federal reduciría las operaciones y cumpliría uno de los objetivos de Jackson de pagar la deuda nacional para marzo de 1833. La deuda ascendía a aproximadamente 24 millones de dólares, y McLane estimó que podría se pagará aplicando $8 millones a través de la venta de acciones gubernamentales en el Banco más $16 millones adicionales en ingresos anticipados.
La liquidación de acciones gubernamentales requeriría cambios sustanciales en los estatutos del SBEU, que Jackson apoyaba. Después de la liquidación de la deuda, los ingresos futuros podrían destinarse a financiar el ejército. Otra parte del paquete de reformas de McLane implicaba vender tierras gubernamentales y distribuir los fondos a los estados, una medida coherente con la creencia general de Jackson de reducir las operaciones del gobierno central.
Una vez logrado esto, la administración apoyaría, en 1836, la renovación de la licencia del SBEU. A cambio, McLane pidió que Jackson no mencionara al SBEU en su discurso anual al Congreso. Jackson aceptó con entusiasmo la propuesta de McLane, y McLane le contó personalmente a Biddle sobre su éxito. Biddle declaró que hubiera preferido que Jackson, en lugar de permanecer en silencio sobre la cuestión de la renovación de la licencia, hubiera hecho una declaración pública declarando que la renovación de la licencia era un asunto que debía decidir el Congreso. No obstante, estuvo de acuerdo con el plan general.
Estas reformas requirieron un acercamiento entre Jackson y Biddle sobre la cuestión de la renovación de la licencia, con McLane y Livingston actuando como enlaces. El presidente insistió en que no se presentara ningún proyecto de ley en el Congreso para la renovación de la licencia en el período previo a su campaña de reelección en 1832, solicitud a la que Biddle aceptó. Jackson vio el tema como una responsabilidad política (la renovación de la licencia sería fácilmente aprobada en ambas Cámaras con mayorías simples) y, como tal, lo enfrentaría al dilema de aprobar o desaprobar la legislación antes de su reelección. Un retraso evitaría estos riesgos. Jackson seguía sin estar convencido de la constitucionalidad del Banco.

### Discurso anual al Congreso, diciembre de 1831
Jackson accedió a las peticiones de McLane para el próximo discurso anual ante el Congreso en diciembre, asumiendo que cualquier esfuerzo para renovar la licencia del SBEU no comenzaría hasta después de las elecciones. McLane luego presentaría sus propuestas de reforma y retraso de la renovación de la licencia del SBEU en el informe anual del Secretario del Tesoro al Congreso poco después. 
A pesar de los intentos de McLane de introducir cambios en el estatuto del SBEU, Roger B. Taney, entonces el Fiscal general de los Estados Unidos, que era el único miembro del gabinete de Jackson que, en aquel momento, era vehementemente anti-SBEU, predijo que Jackson, en última instancia, nunca renunciaría a su deseo de destruir el SBEU.  De hecho, estaba convencido de que Jackson nunca había tenido la intención de ahorrar el SBEU.
Jackson, sin consultar a McLane, editó posteriormente el borrador final del discurso anual ante el Congreso después de considerar las objeciones de Taney. De este modo, en su discurso ante el Congreso del 6 de diciembre, Jackson no fue conflictivo, pero debido a la influencia de Taney, su mensaje fue menos definitivo en su apoyo a la reestructuración del SBEU de lo que a Biddle le hubiera gustado, es decir: la mensaje Jackson equivalió simplemente a un indulto de la decisión sobre el destino del SBEU.   Al día siguiente, McLane entregó su informe al Congreso. El informe elogió el desempeño del SBEU, incluida su regulación de los bancos locales y pedía explícitamente que, después de 1832, conceder la renovación de una licencia para un SBEU reconfigurado. 
Los enemigos del SBEU quedaron conmocionados e indignados por ambos discursos.  La prensa jacksoniana, decepcionada por el tono moderado y conciliador del presidente hacia el SBEU, lanzó nuevos y provocativos ataques contra la institución. El discurso de McLane, a pesar de su llamamiento a introducir modificaciones radicales y a retrasar la renovación de licencia, fue ampliamente condenado por los jacksonianos. Lo describieron como de carácter "hamiltoniano", lo acusaron de introducir "modificaciones radicales" a la política del Tesoro existente y lo atacaron como un asalto a los principios democráticos.
Por ejemplo, el representante Churchill C. Cambreleng (Nueva York) escribió: "El informe del Tesoro es tan malo como puede ser: una nueva versión de los informes de Alexander Hamilton sobre un Banco Nacional y los fabricantes, y totalmente inadecuado para esta era de democracia y reforma." Walter Lowrie, entonces el secretario del Senado, lo describió como "demasiado ultra federal".
El Globe se abstuvo de atacar abiertamente al secretario McLane, pero en su lugar reimprimió ensayos hostiles de publicaciones periódicas contrarias al SBEU   Después de esto, McLane intentó en secreto que Blair fuera destituido de su cargo de editor del Globe. Jackson se enteró después de que Blair se ofreciera a dimitir Y aseguró a Blair que no tenía intención de sustituirle.
En este contexto, Jackson, preocupado por las acusaciones de que había cambiado de bando, dijo: "Yo no tenía ninguna política contemporizadora",  aunque no despidió McLane, lo mantuvo a mayor distancia. Mientras tanto, la influencia de Taney seguía creciendo, y se convirtió en el único miembro del gabinete oficial del presidente admitido en el círculo íntimo de asesores del Gabinete de Cocina.

### Ofensiva Nacional del Partido Nacional-Republicano
Los republicanos nacionales continuaron organizándose a favor de la renovación de la licencia del SBEU. El 16 de diciembre de 1831, a los pocos días del discurso de Jackson, los miembros del Partido Nacional-Republicano se reunieron en una convención y han elegido al Senador Henry Clay do Kentucky como candidato presidencial para las elecciones de 1832. Su estrategia de campaña fue derrotar a Jackson en la cuestión de la renovación de la licencia del SBEU.   Con ese fin, Clay ayudó a presentar proyectos de ley de renovación de cargos tanto en la Cámara como en el Senado.
Clay y el senador Daniel Webster, de Massachusetts, advirtieron a los estadounidenses que si Jackson ganaba la reelección, aboliría el SBEU. Se sentían seguros de que el SBEU era lo suficientemente popular entre los votantes como para que cualquier ataque del Presidente fuera visto como un abuso del poder ejecutivo. Los dirigentes republicanos nacionales se alinearon con el SBEU no tanto porque fueran defensores de la institución, sino más bien porque ofrecía lo que parecía ser el tema perfecto para derrotar a Jackson. 
Figuras de la administración, entre ellas McLane, se mostraron cautelosas a la hora de emitir ultimátums que provocarían a los jacksonianos anti-SBEU.  Biddle ya no creía que Jackson se comprometiera en la cuestión del SBEU, pero algunos de sus corresponsales que estaban en contacto con la administración, incluido McDuffie, convencieron al presidente del SBEU de que Jackson no vetaría un proyecto de ley de renovación de la licencia del SBEU.
McLane y Lewis, sin embargo, le dijeron a Biddle que las posibilidades de volver a ser admitido serían mayores si esperaba hasta después de las elecciones de 1832. "Si presenta su solicitud ahora", escribió McLane a Biddle, "seguramente fracasará; si espera, lo logrará". La mayoría de los historiadores han argumentado que Biddle apoyó a regañadientes la solicitud de la renovación de la licencia a principios de 1832 debido a la presión política de Clay y Webster,   aunque el presidente del Banco también estaba considerando otros factores.
Thomas Cadwalader, colega director del SBEU y confidente cercano de Biddle, recomendó la solicitud de la renovación de la licencia después de contar los votos en el Congreso, en diciembre de 1831. Además, Biddle tuvo que considerar los deseos de los principales accionistas del SBEU, que querían evitar la incertidumbre de librar una pelea por la renovación de la licencia más cerca del vencimiento. De hecho, Jackson, en su primer mensaje anual de 1829, había predicho  que los accionistas del Banco presentarían pronto una solicitud al Congreso.
El 6 de enero de 1832 se presentaron en ambas cámaras del Congreso proyectos de ley para la renovación de la licencia del SBEU.  En la Cámara de Representantes, McDuffie, como presidente del Comité de Medios y Arbitrios, guio el proyecto de ley hasta el pleno. Su compañero jacksoniano George M. Dallas presentó el proyecto de ley en el Senado.
Clay y Webster tenían la intención secreta de provocar un veto, que esperaban dañara a Jackson y condujera a su derrota.  Sin embargo, le aseguraron a Biddle que Jackson no vetaría el proyecto de ley tan cerca de las elecciones de 1832. Las propuestas incluían algunas reformas limitadas al imponer restricciones a los poderes del SBEU para poseer bienes raíces y crear nuevas sucursales, otorgar al Congreso la capacidad de evitar que el SBEU emita billetes pequeños y permitir que el presidente nombre un director para cada sucursal del Banco.

### Contraofensiva jacksoniana
La alianza entre Biddle y Clay desencadenó una contraofensiva por parte de las fuerzas anti-SBEU en el Congreso y el poder ejecutivo.  Jackson reunió a una serie de hombres talentosos y capaces como aliados. En particular, se encontraban Thomas Hart Benton en el Senado y el futuro presidente James K. Polk, miembro de la Cámara de Representantes de Tennessee, así como Blair, el Auditor del Tesoro Kendall y el Fiscal General Roger B. Taney en sus gabinetes.
El 23 de febrero de 1832, el representante jacksoniano Augustin Smith Clayton de Georgia presentó una resolución para investigar las acusaciones de que el SBEU había violado sus estatutos. La intención era poner a las fuerzas pro-SBEU a la defensiva.  Se sospechaba que muchos legisladores se beneficiaron de la generosidad de los administradores del Banco.   La resolución fue aprobada y se envió un comité bipartidista a Filadelfia para investigar los asuntos. El informe del comité de Clayton, una vez publicado, ayudó a unir a la coalición anti-SBEU.
Los meses de retraso para llegar a una votación del proyecto de renovación de la licencia sirvieron para aclarar e intensificar la cuestión para el pueblo estadounidense. Los partidarios de Jackson se beneficiaron al sostener estos ataques contra el SBEU incluso cuando Benton y Polk advirtieron a Jackson que la lucha era "una pelea perdida" y que el proyecto de ley de renovación de la licencia ciertamente se aprobaría.
Biddle, trabajando a través de un intermediario, Charles Jared Ingersoll, continuó presionando a Jackson para que apoyara la renovación de la licencia. El 28 de febrero, Cambreleng expresó su esperanza de que si se aprobaba el proyecto de ley de renovación de la licencia, el presidente "nos lo enviaría de vuelta con su veto, un momento duradero de su fama". Al día siguiente, Livingston predijo que si el Congreso aprobaba un proyecto de ley que Jackson consideraba aceptable, el presidente "lo firmaría sin dudarlo". En palabras del historiador Bray Hammond , "Éste era un 'si' muy grande, y el secretario se dio cuenta".
Jackson decidió que tenía que destruir el SBEU y vetar el proyecto de ley de renovación de la licencia. Muchos demócratas moderados, incluido McLane, quedaron consternados por la arrogancia percibida de las fuerzas pro-SBEU al impulsar el proyecto de ley de anticipación de la renovación de la licencia y apoyaron su decisión. De hecho, Livingston estaba solo en el gabinete, pues sólo él se oponía al veto, y Jackson lo ignoró. La influencia de Taney creció inmensamente durante este período, y Cambreleng le dijo a Van Buren que él era "el único hombre eficiente y de sólidos principios" en el gabinete oficial de Jackson.
Biddle viajó a Washington D. C. para realizar personalmente el impulso final para promover la renovación de la licencia.  Durante los últimos seis meses había trabajado en conjunto con los gerentes de las sucursales del SBEU para obtener firmas de los ciudadanos para peticiones a favor del SBEU que se darían a conocer en el Congreso. Se alentó a los congresistas a escribir artículos a favor de la renovación de la licencia, que Biddle imprimió y distribuyó a nivel nacional. Francis Blair en el Globe informó estos esfuerzos del presidente del SBEU en el proceso legislativo como evidencia de la influencia corruptora del SBEU en el gobierno libre.
El 11 de junio de 1832, después de meses de debate y lucha, los Republicanos Nacionales pro-SBEU en el Congreso finalmente prevalecieron, obteniendo la reautorización de los estatutos del Banco en el Senado por una votación de 28 a 20. La Cámara estaba dominada por los demócratas, que tenían una mayoría de 141 a 72, pero, el 3 de julio, votó a favor del proyecto de ley de renovación de la licencia por un total de 107 a 85. Muchos demócratas del norte se unieron a los anti-jacksonianos para apoyar la renovación de la licencia.
El proyecto de ley final enviado al escritorio de Jackson contenía modificaciones de los estatutos originales del SBEU que pretendían mitigar muchas de las objeciones del Presidente. Por lo tanto, el SBEU tendría un nuevo estatuto de quince años; informaría al Departamento del Tesoro los nombres de todos los accionistas extranjeros del Banco, incluida la cantidad de acciones que poseían; se enfrentaría a duras penas si mantuviera la propiedad durante más de cinco años y no emitiría billetes en denominaciones inferiores a veinte dólares.
Los jacksonianos argumentaron que el Banco a menudo engañaba a los pequeños agricultores canjeando papel con especies descontadas, lo que significaba que se deducía una cierta cantidad. Alegan que esto era injusto para los agricultores y permitía a los acreedores obtener ganancias sin crear riqueza tangible, mientras que un acreedor argumentaría que estaba prestando un servicio y tenía derecho a beneficiarse de él.
Biddle se unió a la mayoría de los observadores al predecir que Jackson vetaría el proyecto de ley. No mucho después, Jackson enfermó. El 4 de julio, Martin Van Buren llegó a Washington  y fue a ver a Jackson, quien le dijo: "El SBEU, señor Van Buren, está tratando de matarme, pero yo lo mataré".  

## Veto
Contrariamente a las garantías que Livingston le había dado a Biddle, Jackson decidió vetar el proyecto de ley de renovación de la licencia. El mensaje de veto fue elaborado principalmente por miembros del Gabinete de Cocina, específicamente Roger B. Taney, Kendall y el sobrino y asistente de Jackson, Andrew Jackson Donelson. John McLean negó haber tenido participación alguna en ello.
El 10 de julio de 1832, Jackson vetó oficialmente el proyecto de ley, entregando un mensaje cuidadosamente elaborado al Congreso y al pueblo estadounidense. Uno de los documentos más "populares y eficaces de la historia política estadounidense", Jackson describió un reajuste importante de los poderes relativos de las ramas del gobierno.
Jackson afirmó que el poder ejecutivo, cuando actuaba en interés del pueblo estadounidense, no estaba obligado a someterse a las decisiones de la Corte Suprema ni a cumplir la legislación aprobada por el Congreso.  Creía que el Banco era inconstitucional y que la Corte Suprema, que lo había declarado constitucional, no tenía el poder de hacerlo sin la "aquiescencia del pueblo y de los estados".
Además, si bien los presidentes anteriores habían utilizado su poder de veto, sólo lo habían hecho cuando objetaron la constitucionalidad de los proyectos de ley. Al vetar el proyecto de ley de la renovación de la licencia del SBEU y basar la mayor parte de su razonamiento en que estaba actuando en el mejor interés del pueblo estadounidense, Jackson amplió enormemente el poder y la influencia del presidente.
Caracterizó al SBEU como un mero agente del poder ejecutivo, actuando a través del Departamento de Hacienda. Como tal, declaró Jackson, el Congreso estaba obligado a consultar al jefe del ejecutivo antes de iniciar una legislación que afectara al Banco. Jackson había reclamado, en esencia, el poder legislativo como presidente.
Jackson no le dio crédito al Banco por estabilizar las finanzas del país y no proporcionó propuestas concretas para una única institución alternativa que regularía la moneda y evitaría la sobreespeculación, los propósitos principales del SBEU.  
Las implicaciones prácticas del veto fueron enormes. Al ampliar el poder de veto, Jackson reclamó para el presidente el derecho a participar en el proceso legislativo. En el futuro, el Congreso tendría que considerar los deseos del presidente al decidir sobre un proyecto de ley.
El mensaje de veto fue "un brillante manifiesto político" que pedía el fin del poder monetario en el sector financiero y una nivelación de oportunidades bajo la protección del poder ejecutivo. Jackson perfeccionó sus temas anti-SBEU. Afirmó que una quinta parte de los accionistas del Banco eran extranjeros y que, como a los estados sólo se les permitía gravar las acciones propiedad de sus propios ciudadanos, los ciudadanos extranjeros podían acumularlas más fácilmente. Afirmó representar al "simple republicano" idealizado y a la "gente real" (virtuosa, trabajadora y libre ) contra una poderosa institución financiera: el "monstruo" SBEU, cuya riqueza supuestamente se derivaba de los privilegios otorgados por élites políticas y empresariales corruptas. 
El mensaje de Jackson distinguía entre "igualdad de talentos, de educación o de riqueza", que nunca podría lograrse, de "distinciones artificiales", que, según él, promovía el SBEU. Jackson se presentó en términos populistas como un defensor de los derechos originales y escribió:
Es de lamentar que los ricos y poderosos con demasiada frecuencia adapten los actos de gobierno a sus propósitos egoístas. Las distinciones en la sociedad siempre existirán bajo todo gobierno justo. La igualdad de talentos, de educación o de riqueza no puede ser producida por instituciones humanas. En el pleno disfrute de los dones del Cielo y de los frutos de una laboriosidad, economía y virtud superiores, todo hombre tiene igualmente derecho a la protección de la ley; pero cuando las leyes se comprometen a añadir a estas ventajas naturales y justas distinciones artificiales, a conceder títulos, gratificaciones y privilegios exclusivos, a hacer a los ricos más ricos y a los poderosos más poderosos, los miembros humildes de la sociedad (los agricultores, los mecánicos y los trabajadores) -que no tienen ni el tiempo ni los medios para asegurarse favores similares, tienen derecho a quejarse de la injusticia de su gobierno.
Para quienes creían que el poder y la riqueza debían estar vinculados, el mensaje era inquietante.  En respuesta, Daniel Webster acusó a Jackson de promover la lucha de clases, proclamando en el pleno del Senado:
[Jackson] Busca manifiestamente influir en los pobres en contra de los ricos. Ataca sin sentido a clases enteras del pueblo, con el fin de volver contra ellas los prejuicios y resentimientos de otras clases. Es un documento de Estado que no encuentra ningún tema demasiado apasionante para su uso, ninguna pasión demasiado inflamable para su discurso y su solicitud.
Por esta época, Webster se embolsaba anualmente un pequeño salario por sus "servicios" en la defensa del SBEU, aunque no era raro en ese momento que los legisladores aceptaran pagos monetarios de las corporaciones a cambio de promover sus intereses.
Al presentar su visión económica, Jackson se vio obligado a oscurecer la incompatibilidad fundamental entre las alas de dinero duro y de crédito fácil de su partido. Por un lado estaban los viejos idealistas republicanos que adoptaron una postura de principios contra todo crédito en papel a favor del dinero metálico. El mensaje de Jackson criticaba al SBEU como una violación de los derechos de los estados, afirmando que la "verdadera fuerza del gobierno federal consiste en dejar a los individuos y a los Estados lo más posible a su suerte".
Sin embargo, la mayor parte de los partidarios de Jackson procedían de regiones de préstamos fáciles que daban la bienvenida a los bancos y las finanzas, siempre que prevaleciera el control local. Al desviar a ambos grupos en una campaña contra el SBEU, Jackson ocultó sus propias predilecciones por el dinero fuerte, que, de adoptarse, serían tan fatales para la inflación que favorece a los jacksonianos como se suponía que era el SBEU.
A pesar de algunas declaraciones engañosas o intencionadamente vagas por parte de Jackson en sus ataques contra el Banco, algunos historiadores consideran justificables algunas de sus críticas. Gozaba de un enorme poder político y financiero y no había límites prácticos a lo que Biddle podía hacer. Utilizó préstamos y "honorarios anticipos", como con Webster, para influir en los congresistas. Ayudó a ciertos candidatos a cargos más que a otros. También violó periódicamente su propia carta. El senador George Poindexter de Misisipi recibió un préstamo de 10.000 dólares del SBEU después de apoyar la renovación de la licencia. Varios meses después, recibió un préstamo adicional de 8.000 dólares a pesar de que el préstamo original no había sido pagado. Este proceso violó los estatutos del Banco.
Demasiado tarde, Clay "se dio cuenta del punto muerto en el que se había metido e hizo todo lo posible para anular el veto". En un discurso ante el Senado, Webster reprendió a Jackson por sostener que el presidente podía declarar inconstitucional una ley que había sido aprobada por el Congreso y aprobada por la Corte Suprema. Inmediatamente después de que Webster habló, Clay se levantó y criticó duramente a Jackson por su expansión o "perversión" sin precedentes del poder de veto.
Argumentó que el veto estaba destinado a utilizarse en circunstancias extremas, razón por la cual los presidentes anteriores lo habían utilizado rara vez, si es que lo habían hecho. Jackson, sin embargo, utilizó habitualmente el veto para permitir que el poder ejecutivo interfiriera en el proceso legislativo, una idea que Clay consideró "difícilmente reconciliable con el genio del gobierno representativo".
Thomas Hart Benton respondió criticando al SBEU por ser corrupto y trabajar activamente para influir en las elecciones de 1832. Clay respondió aludiendo sarcásticamente a una pelea que había tenido lugar entre Thomas Benton y su hermano Jesse contra Andrew Jackson en 1813. Benton calificó la declaración como una "calumnia atroz". Clay le exigió que se retractara de sus declaraciones. Benton se negó y, en cambio, las repitió. Siguió una pelea a gritos en la que parecía que los dos hombres iban a llegar a las manos. Finalmente se restableció el orden y ambos hombres se disculparon ante el Senado, aunque no entre sí, por su comportamiento.
El 13 de julio de 1832, partidarios del SBEU no lograron reunir una mayoría cualificada (sólo lograron una mayoría simple de 22 a 19) en el Senado) y se mantuvo el veto.

## La elección de 1832

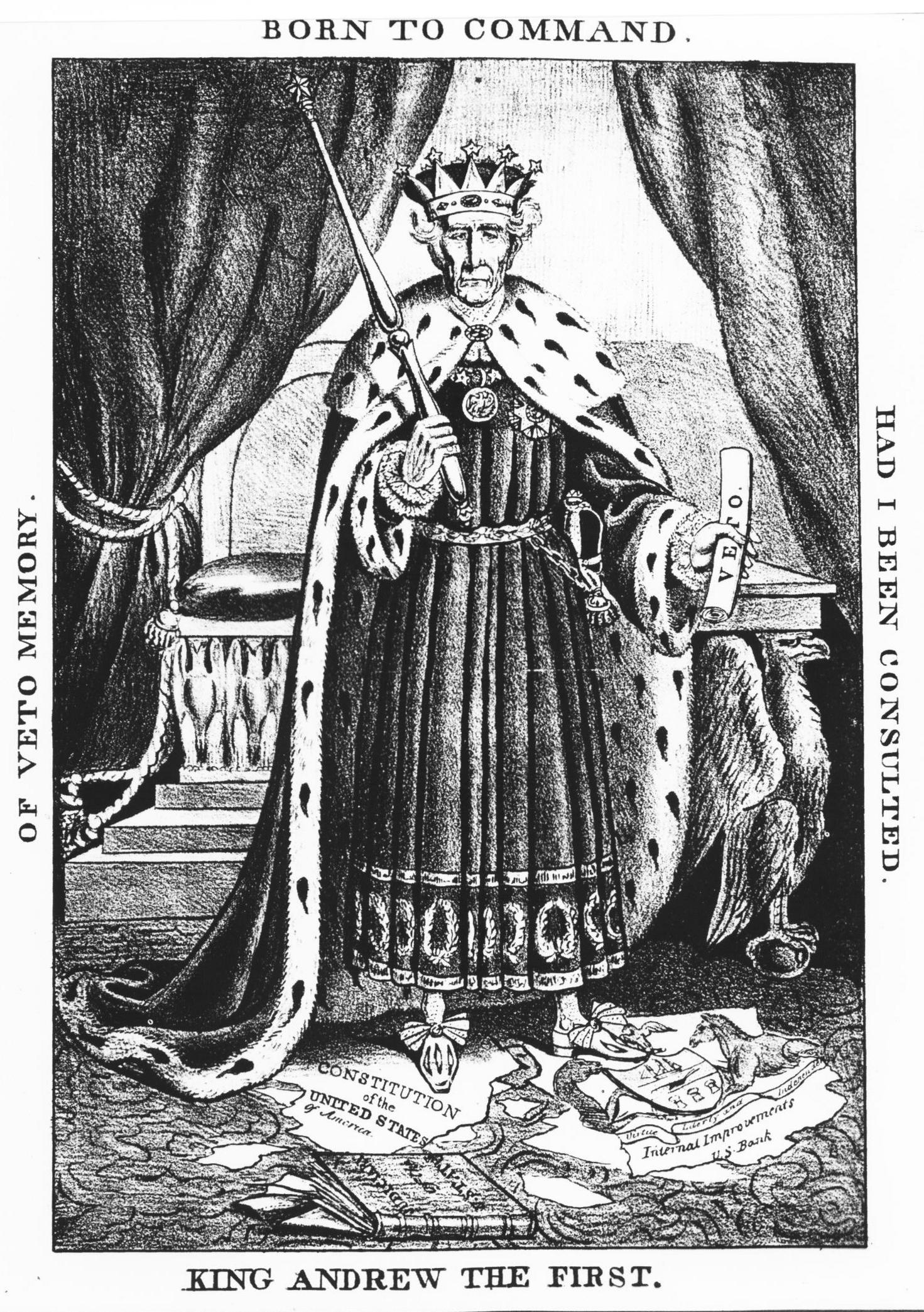
Esta caricatura, "El Rey Andrew I", representaba a Andrew Jackson como un rey tirano, pisoteando la Constitución.

El veto de Jackson, en julio de 1832, convirtió inmediatamente al SBEU en el tema principal de las elecciones de 1832. Cuando faltaban cuatro meses para las elecciones generales de noviembre, ambos partidos lanzaron ofensivas políticas masivas con el SBEU en el centro de la lucha. 
Los jacksonianos enmarcaron el tema como una elección entre Jackson y "el Pueblo" versus Biddle y "la Aristocracia",  mientras silenciaban sus críticas a la banca y el crédito en general. Los "Hickory Clubs" organizaron manifestaciones masivas, mientras que la prensa pro-Jackson "prácticamente envolvió al país en propaganda anti-SBEU". Esto, a pesar de que dos tercios de los principales periódicos apoyaron la renovación de la licencia. 
La prensa nacional republicana respondió caracterizando el mensaje de veto como despótica y a Jackson como un tirano. El aspirante a la presidencia Henry Clay prometió "vetar a Jackson" en las urnas.  En general, el análisis pro-Banco tendía a enumerar sobriamente los fracasos de Jackson, careciendo del vigor de la prensa del Partido Demócrata.
Biddle montó una costosa campaña para influir en las elecciones, proporcionando a Jackson abundante evidencia para caracterizar a Biddle como un enemigo del gobierno republicano y la libertad estadounidense mediante la intromisión en la política. Algunos de los ayudantes de Biddle le informaron sobre esto, pero él decidió no seguir sus consejos. También hizo circular decenas de miles de mensajes de veto de Jackson por todo el país, creyendo que quienes los leyeran estarían de acuerdo en su evaluación de que era en esencia "un manifiesto de anarquía" dirigido directamente a una "turba". El 21 de julio, dijo Clay en privado: "La campaña ha terminado y creo que hemos obtenido la victoria".
En mayo de 1832, tuvo lugar la primera convención del Partido Demócrata, que no ha elegido oficialmente a Jackson como candidato presidencial, pero, como Jackson deseaba, nominó a Martin Van Buren para vicepresidente.
La campaña de Jackson se benefició de habilidades organizativas superiores. Los partidarios de Jackson organizaron desfiles y barbacoas, y erigieron postes de nogal como tributo a Jackson, cuyo apodo era Old Hickory. Jackson normalmente optaba por no asistir a estos eventos, de acuerdo con la tradición de que los candidatos no hacen campaña activa para un cargo. Sin embargo, a menudo se vio rodeado de turbas entusiastas.
Mientras tanto, los Republicanos Nacionales desarrollaron caricaturas políticas populares, algunas de las primeras que se emplearon en la nación. Una de esas caricaturas se titulaba "El rey Andrés I". Representaba a Jackson con un traje real completo, con un cetro, una túnica de armiño y una corona. En su mano izquierda sostiene un documento con la etiqueta "Veto" mientras está de pie sobre una copia andrajosa de la Constitución.
Clay también resultó dañado por la candidatura de William Wirt del Partido Antimasónico, que le quitó votos republicanos nacionales en estados cruciales, principalmente en el noreste. Al final, Jackson obtuvo una gran victoria con el 54,6% del voto popular y 219 de los 286 votos electorales.
En Alabama, Georgia y Misisipi, Jackson ganó sin absolutamente ninguna oposición. También ganó los estados de New Hampshire y Maine, fracturando el tradicional dominio federalista/republicano nacional en Nueva Inglaterra. La Cámara también defendió firmemente a Jackson. También en 1832, Jackson obtuvo una fuerte victoria en las elecciones a la Cámara de Diputados, donde fueron elegidos 140 diputados pro-Jackson frente a 100 anti-Jackson.

## El desmantelamiento del SBEU por parte de Jackson

### Renovación de la guerra y discurso de 1832 ante el Congreso
Jackson consideró su victoria como un mandato popular para extinguir el SBEU antes de que terminara su licencia de 20 años en 1836.  Durante la fase final de la campaña electoral de 1832, Kendall y Blair habían convencido a Jackson de que sería prudente transferir los depósitos federales (20% del capital del Banco) a bancos privados amigos de la administración. Su razonamiento fue que Biddle había utilizado los recursos del Banco para apoyar a los oponentes políticos de Jackson en las elecciones de 1824 y 1828 y, además, que Biddle podría inducir una crisis financiera en represalia por el veto y la reelección de Jackson. El Presidente declaró que el SBEU estaba "escondido, no muerto". 
En su discurso sobre el estado de la Unión de diciembre de 1832, Jackson expresó sus dudas al Congreso sobre si el SBEU era un depósito seguro para "el dinero del pueblo" y pidió una investigación.  En respuesta, la Cámara controlada por los demócratas llevó a cabo una investigación y presentó un informe de comité dividido (4-3) que declaró que los depósitos estaban perfectamente seguros. La facción minoritaria del comité, bajo el jacksoniano James K. Polk, emitió un mordaz desacuerdo, pero, en marzo de 1833, la Cámara aprobó las conclusiones de la mayoría por 109–46.
Jackson, indignado por este despido "frío", decidió proceder según lo aconsejado por su "gabinete de cocina" para retirar los fondos del SBEU mediante una acción ejecutiva. Sin embargo, la administración se distrajo temporalmente por la crisis de anulación, que alcanzó su máxima intensidad desde el otoño de 1832 hasta el invierno de 1833. Una vez terminada la crisis, Jackson pudo volver a centrar su atención en el Banco.

### Cambio del Secretario del Tesoro y la retirada de los depósitos federales
En 1833, Kendall y Roger B. Taney comenzaron a buscar bancos locales cooperativos para recibir los depósitos del gobierno. Kendall realizó una "gira de verano" en la que encontró siete instituciones amigas de la administración en las que ésta podría colocar fondos gubernamentales. La lista aumentó a 22 a finales de 1833. Mientras tanto, Jackson trató de preparar su gabinete oficial para la próxima eliminación de los depósitos en el. 
El vicepresidente Martin Van Buren aprobó tácitamente la maniobra, pero se negó a identificarse públicamente con la operación, por temor a comprometer una probable candidatura presidencial en 1836.  El Secretario del Tesoro Louis McLane se opuso a la retirada de depósitos, afirmando que manipular los fondos provocaría "una catástrofe económica", y recordó a Jackson que el Congreso había declarado seguros los depósitos.
Posteriormente, Jackson trasladó a ambos miembros del gabinete pro-SBEU a otros puestos: McLane al Departamento de Estado y Edward Livingston a Europa, como Ministro de Estados Unidos en Francia. El presidente reemplazó a McLane con William J. Duane, un oponente confiable del SBEU.
Duane era un distinguido abogado de Filadelfia cuyo padre, también William Duane, había editado el "Philadelphia Aurora", un destacado periódico jeffersoniano. El nombramiento de Duane, además de continuar la guerra contra el SBEU, pretendía ser una señal de la continuidad entre los ideales jeffersonianos y la democracia jacksoniana. "Es un fragmento del viejo estilo, señor", dijo Jackson sobre el joven Duane. En diciembre de 1832, McLane se reunió con Duane  y lo instó a aceptar el nombramiento como Secretario del Tesoro. El 13 de enero de 1833, envió una carta de aceptación a Jackson y, el 1 de junio, prestó juramento.
Cuando se nombró a Duane, Jackson y su gabinete de cocina estaban muy avanzados en su plan para eliminar los depósitos.  A pesar de su acuerdo sobre la cuestión del Banco, Jackson no consideró seriamente nombrar a Taney para el puesto. Él y McLane habían estado en total desacuerdo sobre el tema del SBEU, y su nombramiento se habría interpretado como un insulto a McLane, quien "se opuso enérgicamente" a la idea de que Taney fuera designado como su reemplazo.
Según los términos de los Estatutos del Banco de 1816, el Secretario del Tesoro de los Estados Unidos estaba facultado, junto con el Congreso, para tomar todas las decisiones relativas a los depósitos federales. En su primer día en su cargo, Kendall, quien de nombre era su subordinado en el Departamento del Tesoro, informó al Secretario Duane que se esperaba que Duane cediera ante el presidente la cuestión de los depósitos.  
Duane objetó, y cuando Jackson intervino personalmente para explicar su mandato político para asegurar la desaparición del Banco, su Secretario del Tesoro le informó que se debía consultar al Congreso para determinar el destino del Banco. 
Van Buren apoyaba cautelosamente la propuesta de McLane de retrasar el asunto hasta el 1 de enero de 1834, pero Jackon estaba en contra del aplazamiento. A Van Buren le escribió: "Por lo tanto, prolongar los depósitos hasta después de la reunión del Congreso sería realizar precisamente el acto que [el SBEU] desea, es decir, tenerlo en su poder para angustiar a la comunidad, destruir los bancos locales, y si es posible corromper al Congreso y obtener dos tercios para reestructurar el Banco." Van Buren capituló.
La posición de Jackson provocó protestas no sólo de Duane sino también de McLane y del Secretario de Guerra Lewis Cass. Después de semanas de enfrentamientos con Duane sobre estas prerrogativas, Jackson decidió que había llegado el momento de retirar los depósitos federales del SBEU. 
El 18 de septiembre, Lewis le preguntó a Jackson qué haría en caso de que el Congreso aprobara una resolución conjunta para devolver los depósitos federales al SBEU, Jackson respondió: "Bueno, lo vetaria". Luego, Lewis preguntó qué haría si el Congreso anulara su veto. "En tales circunstancias", dijo, poniéndose de pie, "entonces, señor, renunciaría a la presidencia y regresaría al Hermitage".
Al día siguiente, Jackson envió un mensajero para saber si Duane había tomado una decisión. Duane pidió tener hasta el día 21, pero Jackson, deseando actuar de inmediato, envió a Andrew Donelson para decirle que esto no era lo suficientemente bueno y que anunciaría su intención de eliminar sumariamente los depósitos al día siguiente en el Globe, con o sin el consentimiento de Duane.
Efectivamente, al día siguiente apareció un aviso en el Globe indicando que los depósitos se eliminarían a partir del 1 de octubre o antes. El Secretario Duane había prometido dimitir si él y Jackson no podían llegar a un acuerdo. Cuando Jackson le preguntó acerca de esta promesa anterior, dijo: "Lo dije indiscretamente, señor; pero ahora me veo obligado a tomar este camino". Bajo el ataque del Globe, De este modo, Duane fue despedido por Jackson días después, el 22 de septiembre de 1833.  
Dos días después, McLane y Cass, sintiendo que Jackson había ignorado su consejo, se reunieron con el presidente y les sugirió que dimitieran. Finalmente aceptaron quedarse con la condición de que atenderían a sus propios departamentos y no dirían públicamente nada que pudiera reforzar la reputación del Banco.
Después de la dimisión de Duane, el Fiscal General Roger B. Taney fue inmediatamente nombrado Secretario del Tesoro  para autorizar las transferencias, y designó a Kendall como agente especial a cargo de la retirada de los depósitos federales del SBEU.
De este modo, Kendall, con la ayuda del Secretario de la Armada, Levi Woodbury, redactó una orden fechada el 25 de septiembre que declaraba un cambio oficial de la banca nacional a la banca de depósito. A partir del 1 de octubre, todos los fondos futuros de depósitos federales se colocarían en bancos locales seleccionados y el gobierno recurriría a los fondos restantes en el SBEU para cubrir los gastos operativos hasta que esos fondos se agotaran. En caso de que el SBEU tomara represalias, la administración decidió equipar en secreto a varios bancos locales con órdenes de transferencia, permitiendo que el dinero les fuera transferido desde el SBEU. Estas se utilizarían únicamente para contrarrestar cualquier comportamiento hostil por parte del SBEU.

### Pánico de 1833-1834
Roger B. Taney, en su calidad de Secretario del Tesoro interino, inició la retirada de los depósitos federales del SBEU, repartida en cuatro cuotas trimestrales. La mayoría de los bancos locales que fueron seleccionados para recibir los fondos federales tenían conexiones políticas y financieras con miembros prominentes del Partido Jacksoniano. Los opositores se refirieron a estos bancos burlonamente como "bancos favoritos", ya que muchos de ellos financiaron proyectos favoritos concebidos por miembros de la administración Jackson.
Taney intentó actuar con tacto en el proceso de llevar a cabo las retiradas para no provocar represalias por parte del SBEU o destripar su influencia regulatoria demasiado repentinamente. Presentó a cinco bancos "mascotas" registrados por el estado giros respaldados por el Tesoro de Estados Unidos por un total de 2,3 millones de dólares. Si Biddle presentaba billetes a cualquiera de los bancos locales y exigía dinero en efectivo como pago, los bancos locales también podrían presentarle los giros para retirar los depósitos del SBEU y proteger su liquidez.
Sin embargo, uno de los bancos "mascotas" utilizó prematuramente las reservas del SBEU para realizar operaciones especulativas. Según un informe del Senado publicado en julio de 1834, al menos dos de los bancos "mascotas", se vieron atrapados en un escándalo que involucraba a editores de periódicos del Partido Demócrata, empresas de transporte privadas y funcionarios de élite del Departamento de Correos. Jackson predijo que en cuestión de semanas, su política haría que "el Sr. Biddle y su banco fueran tan silenciosos e inofensivos como un cordero".
Biddle instó al Senado a aprobar resoluciones conjuntas para que se devuelvan los depósitos de fondos federales a las arcas de la SBEU. Planeaba utilizar "presión externa" para obligar a la Cámara a adoptar las resoluciones. Sin embargo, Henry Clay objetó. El historiador Ralph CH Catterall escribe: "Así como en 1832 a Biddle no le importaba 'nada la campaña', en 1833 a Henry Clay le importaba poco o nada el SBEU".
Daniel Webster y John C. Calhoun, que ahora era senador, se separaron de Clay. Webster redactó un plan para constituir el banco por 12 años, que recibió el apoyo de Biddle, pero Calhoun quería un contrato de 6 años y los dos hombres no pudieron llegar a un acuerdo.
Al final, Biddle respondió a la controversia sobre la retirada de los depósitos federales del SBEU de manera tanto preventiva como vengativa. El 7 de octubre de 1833, celebró, en Filadelfia, una reunión con los miembros de la junta directiva, en la que anunció que el SBEU aumentaría los tipos de interés en los próximos meses para acumular reservas monetarias.
Además, Biddle redujo los descuentos, solicitó préstamos y exigió que los bancos locales cumplieran con las obligaciones que debían al SBEU. Al menos parcialmente, esta fue una respuesta razonable a varios factores que amenazaban los recursos del SBEU y su rentabilidad continua. El veto de Jackson y la cada vez menor probabilidad de obtener una nueva licencia para actuar como Banco Nacional significaron que el SBEU pronto tendría que cerrar sus asuntos.
Luego estaba la retirada de los depósitos federales, testimonios ante el Congreso que indicaban que los jacksonianos habían intentado sabotear la imagen pública y la solvencia del SBEU fabricando corridas bancarias en las sucursales de Kentucky, la responsabilidad de mantener una moneda uniforme, el objetivo de la administración de retirar el deuda pública en un período corto, malas cosechas y expectativas de que el SBEU continuaría otorgando préstamos a casas comerciales y devolviendo dividendos a los accionistas. "Este digno Presidente piensa que debido a que ha arrancado el cuero cabelludo a los indios y encarcelado a los jueces, debe salirse con la suya con el SBEU. Se equivoca", declaró Biddle.
Sin embargo, también había una motivación más punitiva detrás de las políticas de Biddle. Instigó deliberadamente una crisis financiera para aumentar las posibilidades de que el Congreso y el presidente se unieran para llegar a un acuerdo sobre renovación de la licencia del SBEU, creyendo que esto convencería al público de la necesidad del SBEU. En una carta a William Appleton del 27 de enero de 1834, Biddle escribió:
[L]os lazos de lealtad partidista sólo pueden romperse mediante la convicción real de angustia en la comunidad. Nada más que la evidencia del sufrimiento en el extranjero producirá algún efecto en el Congreso [...] No tengo ninguna duda de que tal rumbo conducirá en última instancia a la restauración de la moneda y a la reestructuración del SBEU.
Al principio, la estrategia de Biddle tuvo éxito. A medida que el crédito se restringía en todo el país, las empresas cerraron y los hombres se quedaron sin trabajo. Los líderes empresariales empezaron a pensar que la deflación era la consecuencia inevitable de la retirada de los depósitos federales del SBEU, por lo que inundaron el Congreso con peticiones a favor de la renovación de la licencia.
En diciembre, uno de los asesores del presidente, James Alexander Hamilton (el tercer hijo de Alexander Hamilton) , comentó que los negocios en Nueva York estaban "realmente en una situación muy difícil, incluso hasta el punto de la quiebra general [sic]". John C. Calhoun denunció la retirada de fondos como una ampliación inconstitucional del poder ejecutivo y acusó a Jackson de ignorancia en materia financiera.
Jackson, sin embargo, creía que una gran mayoría de los votantes estadounidenses lo respaldaban. Obligarían al Congreso a ponerse de su lado en caso de que los congresistas pro-SBEU intentaran acusarlo por retirar los depósitos federales. Jackson, al igual que el Congreso, recibió peticiones pidiéndole que hiciera algo para aliviar la tensión financiera. Él respondió refiriéndolos a Biddle. Cuando una delegación de Nueva York lo visitó para quejarse de los problemas que enfrentaban los comerciantes del estado, Jackson respondió diciendo:
Vaya a Nicholas Biddle. Aquí no tenemos dinero, señores. Biddle tiene todo el dinero. Tiene millones de especies en sus bóvedas, en este momento, inactivas, y sin embargo, vienes a mí para salvarte de la quiebra. Les digo, señores, que todo es política.
Los hombres siguieron el consejo de Jackson y fueron a ver a Biddle, quien descubrieron que estaba "fuera de la ciudad". Biddle rechazó la idea de que el SBEU debería ser "engatusado para que abandone su deber mediante cualquier pequeña tontería sobre el alivio al país".
No mucho después, se anunció en el Globe que Jackson no recibiría más delegaciones para conversar con él sobre dinero. Algunos miembros del Partido Demócrata cuestionaron la sabiduría y la legalidad de la decisión de Jackson de liquidar el SBEU por medios ejecutivos antes de que expirara su licencia en 1836. Pero la estrategia de Jackson finalmente dio sus frutos cuando la opinión pública se volvió contra el SBEU. 

### Orígenes del Partido Whig y censura del presidente Jackson
En la primavera de 1834, los oponentes políticos de Jackson (una coalición poco unida de republicanos nacionales, antimasones, reformadores evangélicos, anuladores de los derechos de los estados y algunos jacksonianos pro-SBEU) se reunieron en Rochester (Nueva York), para formar un nuevo partido político. Se llamaron a sí mismos de "Whigs" en honor al partido británico del mismo nombre.
Así como los whigs británicos, que se opusieron a la monarquía, los whigs estadounidenses denunciaron lo que consideraban una tiranía ejecutiva por parte del presidente.  Philip Hone, un comerciante de Nueva York, puede haber sido el primero en aplicar el término en referencia a los anti-jacksonianos, y se hizo más popular después de que Henry Clay, el 14 de abril, lo usó en un discurso en el Senado.
"Por cierto de metempsicosis", se burló Blair, "los antiguos conservadores ahora se llaman a sí mismos whigs". Jackson y el Secretario del Tesoro Roger B. Taney exhortaron al Congreso a confirmar las retirada de los depósitos federales del SBEU, señalando la contracción deliberada del crédito por parte de Biddle como prueba de que el SBEU no era apropiado para almacenar los depósitos públicos de la nación.
La respuesta del Senado controlado por los Whigs fue tratar de expresar su desaprobación hacia Jackson censurándolo.  Henry Clay, que encabezó el ataque, describió a Jackson como un "César apartado" y su administración como una "dictadura militar". Jackson tomó represalias, llamando a Clay "imprudente y tan lleno de furia como un borracho en un burdel".
El 28 de marzo, Jackson fue oficialmente censurado por violar la Constitución de los Estados Unidos por 26 votos a 20. Las razones aducidas fueron tanto la retirada de los depósitos como el despido de William J. Duane del cargo de Secretario del Tesoro. Los partidos opositores se acusaron mutuamente de carecer de credenciales para representar al pueblo. Los demócratas jacksonianos señalaron el hecho de que los senadores estaban en deuda con las legislaturas estatales que los elegían; los whigs señalaron que el jefe del ejecutivo había sido elegido por los electores y no por voto popular.
La Cámara de Representantes, controlada por los demócratas jacksonianos, adoptó un curso de acción diferente. El 4 de abril aprobó resoluciones a favor de la retirada de los depósitos públicos.  Dirigida por el presidente del Comité de Medios y Arbitrios, James K. Polk, la Cámara declaró que el SBEU "no debería ser reestructurado" y que los depósitos "no deberían ser restaurados".
En este contexto, la Cámara votó a favor de seguir permitiendo que los bancos locais sirvieran como agentes fiscales e investigar si el SBEU había instigado deliberadamente el Pánico de 1837. Jackson calificó la aprobación de estas resoluciones como un "triunfo glorioso", ya que, esencialmente, había sellado la destrucción del SBEU.
Cuando los miembros del comité de la Cámara, según lo dictado por el Congreso, llegaron a Filadelfia para investigar el SBEU, los directores del Banco los trataron como invitados distinguidos. Entretanto, los directores pronto declararon por escrito que los miembros debían declarar por escrito su propósito al examinar los libros del SBEU antes de que se les entregara alguno. Si se alega una violación de los estatutos, se debe indicar la acusación específica.
Los miembros del comité se negaron y no se les mostró ningún libro. A continuación, pidieron libros específicos, pero les dijeron que conseguirlos podría llevar hasta 10 meses. Finalmente, lograron que se emitieran citaciones para libros específicos. Los directores respondieron que no podían presentar estos libros porque no estaban en posesión del SBEU. Habiendo fracasado en su intento de investigar, los miembros del comité regresaron a Washington.
En opinión de Biddle, Jackson había violado los estatutos del SBEU al retirar los depósitos públicos, lo que significa que la institución efectivamente dejó de funcionar como un "banco central" encargado de defender el interés público y regular la economía nacional. A partir de entonces, Biddle sólo consideraría los intereses de los accionistas privados del Banco cuando elaborara su política.
Cuando los miembros del comité informaron sus conclusiones a la Cámara, recomendaron que Biddle y sus compañeros directores fueran arrestados por "desacato" al Congreso, aunque la recomendación no se ha aplicado, este episodio provocó una caída aún mayor en la opinión pública con respecto al Banco, y muchos creyeron que Biddle había evadido deliberadamente un mandato del Congreso.
Los demócratas sufrieron algunos reveses. James K. Polk se postuló para presidente de la Cámara en reemplazo de Andrew Stevenson, quien fue nominado para ser Ministro en Gran Bretaña. Después de que los sureños descubrieron su conexión con Martin Van Buren, fue derrotado por John C. Bell, su compañero de Tennessee, un demócrata convertido en Whig que se opuso a la política del cierre del SBEU.
Mientras tanto, los Whigs comenzaron a señalar que varios de los miembros del gabinete de Jackson, a pesar de haber actuado en sus cargos durante muchos meses, aún no habían sido nominados y confirmados formalmente por el Senado. Para los Whigs, esto era descaradamente inconstitucional. Los miembros del gabinete no confirmados, designados durante un receso del Congreso, fueron Louis McLane para Secretario de Estado, Benjamin F. Butler para Fiscal General y Roger B. Taney para Secretario del Tesoro.
McLane y Butler probablemente recibirían la confirmación fácilmente, pero Taney definitivamente sería rechazado por un Senado hostil. Jackson tuvo que presentar las tres nominaciones a la vez, por lo que retrasó la presentación hasta la última semana de la sesión del Senado el 23 de junio.
Como se esperaba, McLane y Butler fueron confirmados. Taney fue rechazado por 28 a 18 votos y renunció inmediatamente. Para reemplazar a Taney, Jackson nominó a Woodbury, quien, a pesar de que también apoyaba el cierre del SBEU, fue confirmado por unanimidad el 29 de junio. Mientras tanto, Biddle escribió a Daniel Webster instando con éxito al Senado a no apoyar a Andrew Stevenson como Ministro en Gran Bretaña.

## Los últimos años del SBEU

### Fallecimiento del Segundo Banco de los Estados Unidos
En 1834, la economía mejoró significativamente y Biddle recibió fuertes críticas por sus políticas de contracción, incluso por parte de algunos de sus partidarios, en este contexto se vio obligado a relajar sus restricciones. En julio, la Junta Directiva del SBEU votó por unanimidad para poner fin a todas las restricciones. 
El 28 de junio de 1834, el Coinage Act of 1834 fue aprobado por el Congreso, con considerable apoyo bipartidista, incluso de John C. Calhoun y Daniel Webster. El objetivo de la ley era eliminar la infravaloración de las monedas, para que su valor se mantuviera en consonancia con el valor de mercado de los metales utilizados en su acuñación y no se fundían para que los propietarios pudieran vender el oro.
El Coinage Act of 1792 estableció una proporción de 15 de plata y 1 de oro para la acuñación de monedas (bimetalismo), entretanto, el oro se revalorizó y, en 1834, los metales utilizados en una moneda de 10 dólares valían 10,66 dólares, razón por la cual estas monedas eran fundidas y raramente circulaban. En este contexto,  el Coinage Act of 1834 elevó la proporción a 16 a 1.
Jackson consideró que, con el SBEU postrado, podría recuperar el oro con seguridad. Sin embargo, no tuvo el éxito que esperaba. Sin embargo, tuvo un efecto positivo en la economía, al igual que las buenas cosechas en Europa. El resultado fue que la recesión que comenzó con la contracción de Biddle llegó a su fin. 
Por su parte, Jackson expresó su voluntad de renovar el SBEU o establecer uno nuevo, pero primero insistió en que su "experimento" en la banca de depósitos tuviera un juicio justo.
La censura de Jackson fue el "último hurra" de los defensores del SBEU y pronto se produjo una reacción. Los líderes empresariales de los centros financieros estadounidenses se convencieron de que la guerra de Biddle contra Jackson era más destructiva que la guerra de Jackson contra el SBEU.  
En este contexto, se abandonaron todos los esfuerzos para la renovación de la licencia del SBEU, porque era una causa perdida. La economía nacional tras la retirada de los fondos restantes del SBEU estaba en auge y el gobierno federal a través de los ingresos por derechos y la venta de tierras públicas pudo pagar todas las facturas.
El 1 de enero de 1835, Jackson declaró que había pagado toda la deuda nacional, un logro único en la historia de Estados Unidos. El objetivo se había alcanzado en parte mediante las reformas de Jackson destinadas a eliminar el mal uso de fondos y mediante el veto de la legislación que consideraba extravagante.  En diciembre de 1835, James K. Polk derrotó a John C. Bell y fue elegido Presidente de la Cámara de Representantes de los Estados Unidos.
El 30 de enero de 1835, Richard Lawrence, un inmigrante inglés y pintor de casas desempleado, intentó dispararle a Jackson con dos pistolas, las cuales fallaron. Esto ocurrió cuando Jackson salía por el East Portico del Capitolio de los Estados Unidos después del funeral de Warren R. Davis, representante de Carolina del Sur. Se cree que fue el primer intento de matar a un presidente de los Estados Unidos en ejercicio.
Después del intento, Jackson atacó a Lawrence con su bastón, y Lawrence fue inmovilizado y desarmado.</ref> Lawrence ofreció una variedad de explicaciones sobre el intento: Culpó a Jackson por la pérdida de su trabajo. Afirmó que con el presidente muerto, "habría más dinero en abundancia" (en referencia a la lucha de Jackson con el SBEU) y que "no podría levantarse hasta que el presidente cayera". Finalmente, Lawrence dijo a sus interrogadores que era un rey inglés depuesto (específicamente, Ricardo III, muerto desde 1485) y que Jackson era su secretario. Fue considerado loco y fue institucionalizado. Jackson inicialmente sospechó que varios de sus enemigos políticos podrían haber orquestado el atentado contra su vida. Sin embargo, sus sospechas nunca fueron probadas.
En enero de 1837, Thomas Hart Benton presentó una resolución para eliminar la censura de Jackson del expediente del Senado de los Estados Unidos. Comenzaron casi 13 horas consecutivas de debate y, finalmente, se realizó una votación y se decidió por 25 a 19 eliminar la censura.
En febrero de 1836, el SBEU se convirtió en una corporación privada según la ley de la Pensilvania. Esto tuvo lugar apenas unas semanas antes de la expiración de los estatutos del Banco. Biddle había orquestado la maniobra en un esfuerzo por preservar la institución en lugar de permitir que se disolviera. Esto logró mantener operativa la sucursal de Filadelfia a un precio de casi 6 millones de dólares. Para intentar mantener vivo el SBEU, Biddle pidió prestadas grandes sumas de dinero a Europa e intentó ganar dinero con el mercado del algodón. Los precios del algodón finalmente colapsaron debido a la depresión (ver más abajo), lo que hizo que este negocio no fuera rentable.
En 1839, Biddle presentó su dimisión como director del SBEU. Posteriormente fue demandado por casi 25 millones de dólares y absuelto de los cargos de conspiración criminal, pero siguió muy involucrado en juicios hasta el final de su vida. También en 1839, el SBEU suspendió el pago de sus obligaciones. El 4 de abril de 1841, el SBEU cerró oficialmente sus puertas, después de que una investigación expuso un fraude masivo en sus operaciones.

### Auge especulativo y pánico de 1837
Algunos creen que la destrucción del SBEU por parte de Jackson ayudó a poner en marcha una serie de eventos que eventualmente culminarían en una importante crisis financiera conocida como el Pánico de 1837. Los orígenes de esta crisis se remontan a la formación de una burbuja económica a mediados de la década de 1830 que surgió de las políticas fiscales y monetarias aprobadas durante el segundo mandato de Jackson, combinadas con desarrollos en el comercio internacional que concentraron grandes cantidades de oro y plata en el Estados Unidos.
Entre estas políticas y desarrollos se encuentran la aprobación del Coinage Act of 1834, las acciones emprendidas por el presidente mexicano Antonio López de Santa Anna y una asociación financiera entre Biddle y Baring Brothers, una importante casa de banca comercial británica. La inversión británica en acciones y bonos que capitalizaron empresas de transporte, gobiernos municipales y gobiernos estatales estadounidenses se sumó a este fenómeno.
Woodbury se aseguró de que las proporciones en especie de los bancos se mantuvieran consistentes con las de principios de la década de 1830. Sin embargo, dado que los préstamos estaban directamente vinculados a la cantidad de oro y plata que los bancos almacenaban en sus bóvedas, la afluencia de metales preciosos a los Estados Unidos alentó a los bancos estadounidenses a emitir más billetes de banco. La oferta monetaria y el número de billetes en circulación aumentaron significativamente en estos años.
Las instituciones financieras autorizadas por el Estado, liberadas de la supervisión regulatoria proporcionada anteriormente por el SBEU, comenzaron a participar en prácticas crediticias más riesgosas que impulsaron una rápida expansión económica mediante la venta de tierras, obras públicas, cultivo de algodón y esclavitud.
En la década de 1820, el gobierno federal ganó un promedio de alrededor de $ 2 millones cada año por la venta de tierras. Esta cifra aumentó a unos 5 millones de dólares en 1834, 15 millones de dólares en 1835 y 25 millones de dólares en 1836.
En 1836, el presidente Jackson firmó la Ley de Depósito y Distribución, que transfirió fondos del excedente presupuestario del Departamento del Tesoro a varios bancos de locales ubicados en el interior del país. Como resultado de esta legislación, el Secretario del Tesoro ya no podía regular los requisitos de préstamo en los bancos locales.
Poco después, Jackson firmó la Specie Circular, una orden ejecutiva que ordenaba que las ventas de tierras públicas en parcelas de más de 320 acres se pagaran únicamente con monedas de oro y plata. Ambas medidas desviaron metales preciosos de la costa atlántica hacia las regiones occidentales, dejando a los centros financieros del país vulnerables a las crisis externas. 
Otro problema importante fue que las abundantes cosechas de algodón de Estados Unidos, Egipto e India crearon un exceso de oferta. La caída resultante en el precio del algodón precipitó gran parte del daño del pánico financiero. Esto se debe a que los ingresos del algodón no sólo dieron valor a muchos instrumentos crediticios estadounidenses, sino que también estaban inextricablemente vinculados a la burbuja que se estaba formando entonces en el suroeste de Estados Unidos (entonces centrada en Luisiana y Misisippi).  Los plantadores del sur compraron grandes cantidades de tierras públicas y produjeron más algodón para tratar de pagar sus deudas. El precio del algodón disminuyó constantemente durante el segundo mandato de Jackson (1833-1837).
A finales de 1836, el Banco de Inglaterra empezó a negar crédito a los productores de algodón estadounidenses. Los directores del Banco aumentaron las tasas de interés del tres al cinco por ciento y restringieron algunas de las prácticas comerciales abiertas que previamente habían concedido a los comerciantes importadores estadounidenses. Los directores se habían alarmado porque sus reservas en especie se habían reducido a cuatro millones de libras, lo que achacaban a la compra de valores estadounidenses y a las malas cosechas que obligaron a Inglaterra a importar gran parte de sus alimentos (si las importaciones de alimentos creaban un déficit comercial, esto podría llevar a exportaciones de especies). En cuestión de meses, los precios del algodón entraron en total caída libre.  
En marzo de 1837, Hermann, Briggs & Company, una importante comisión algodonera de Nueva Orleans, se declaró en quiebra, lo que llevó a la JL & S. Joseph & Company, una empresa de corretaje de letras de Nueva York, a hacer lo mismo.  En mayo, los bancos de Nueva York suspendieron los pagos en especie (metales), lo que significa que se negaron a canjear instrumentos de crédito en especie a su valor nominal total. 
Durante los años siguientes, el comercio interno se desplomó, el precio de las acciones de la banca, de los ferrocarriles y de las compañías de seguros disminuyó y el desempleo aumentó. 194 de los 729 bancos autorizados cerraron sus puertas. Miles de personas en los distritos manufactureros perdieron sus empleos cuando el crédito se agotó.  Los agricultores y plantadores sufrieron deflación de precios y espirales de incumplimiento de deuda. En el verano de 1842, ocho estados y el territorio de Florida habían incumplido sus deudas, lo que indignó a los inversores internacionales.
Whigs y demócratas se culparon mutuamente por la crisis. Los Whigs atacaron la circular que exigía que la compra de tierras públicas se hiciera sólo con oro o plata de Jackson y exigieron la renovación de la licencia del SBEU. Los demócratas defendieron la circular y culparon a los especuladores codiciosos. Jackson insistió en que la circular era necesaria porque permitir que se compraran tierras con sólo billetes de banco alimentaría más la codicia de los especuladores, empeorando así la crisis. La circular, afirmó, era necesaria para evitar una especulación excesiva.

## Legado
La Guerra Bancaria estuvo lejos de resolver el estatus de la banca en Estados Unidos. La solución de Martin Van Buren al pánico de 1837 fue proponer la creación de un Tesoro Independiente, donde los fondos públicos serían administrados por funcionarios del gobierno sin ayuda de los bancos. Sin embargo, una coalición de Whigs y demócratas conservadores se negó a aprobar el proyecto de ley.
No fue hasta 1840 que finalmente se aprobó el sistema de Tesorería Independiente. Sin embargo, después que William Henry Harrison, del partido Whig, ganó las elecciones de 1840, los Whigs, que también tenían una mayoría en el Congreso, derogaron el Tesoro Independiente, con la intención de constituir un nuevo banco nacional.
Sin embargo, Harrison murió después de sólo un mes en el cargo, y su sucesor, John Tyler, vetó dos proyectos de ley para restablecer un banco nacional. La nación volvió a la banca de depósitos.
No fue hasta 1846, que el Tesoro Independiente fue recreado bajo la presidencia de James K. Polk. Los Estados Unidos no volverían a tener otro sistema de banco central hasta 1913, con la creación del Sistema de la Reserva Federal.
La Guerra Bancaria ha demostrado ser un tema controvertido en la comunidad académica mucho después de que tuvo lugar. Un buen número de historiadores a lo largo de los años han demostrado ser extremadamente celebradores o extremadamente críticos de la guerra de Jackson contra el SBEU. Sin embargo, muchos coinciden en que lo ideal habría sido algún tipo de compromiso para reestructurar el SBEU con reformas para restringir su influencia. 
Marquis James, conmemora la guerra de Jackson contra el SBEU como el triunfo de los hombres comunes y corrientes contra los empresarios codiciosos y corruptos. Arthur M. Schlesinger Jr. adopta un tema similar, celebrando la democracia jacksoniana y representándola como el triunfo de los trabajadores orientales. Schlesinger retrata el programa económico de Jackson como un precursor progresista del New Deal bajo Franklin D. Roosevelt. Robert V. Remini cree que el Banco tenía "demasiado poder, que obviamente estaba usando en política. Tenía demasiado dinero que estaba usando para corromper a individuos" y por eso Jackson sintió que tenía que deshacerse de él. Remini rechaza la idea de que el colapso del Banco fuera responsable del pánico de 1837, que describe como "un colapso económico mundial", pero admite que "pudo haber exacerbado" la crisis.
Richard Hofstadter acepta que el Banco tenía demasiado poder para interferir en la política, pero critica a Jackson por declararle la guerra. "Al destruir el Banco de Biddle, Jackson había eliminado la única restricción efectiva sobre los saqueadores [...] había estrangulado una amenaza potencial al gobierno democrático, pero a un costo innecesariamente alto. Había causado que Biddle creara una depresión y que los bancos favoritos agravaran un segundo, y había dejado a la nación comprometida con un sistema monetario y crediticio aún más inadecuado que el que había heredado". Hofstadter critica la afirmación de Schlesinger de que el programa de Jackson fue un precursor del New Deal, argumentando que los dos eran distintos porque Jackson quería una menor participación del gobierno en las finanzas y la infraestructura, mientras que Roosevelt quería más.
Hammond, en su "Banks and Politics in America from the Revolution to the Civil War", renueva las críticas a Schlesinger. Elogia la conducta del SBEU y de Biddle, afirmando que la guerra de Jackson contra él creó un período de inestabilidad económica que no sería remediado hasta 1913, con la creación del Sistema de la Reserva Federal. El historiador Jon Meacham concluye que la destrucción del SBEU iba en contra de los intereses del país.
Daniel Walker Howe critica las políticas de dinero duro de Jackson y afirma que su guerra contra el SBEU "trajo poco o ningún beneficio" a los hombres comunes que constituían la mayoría de sus partidarios. Al final, cree, el gobierno se vio privado de la influencia estabilizadora de un banco nacional y, en cambio, terminó con papel moneda inflacionario. "Fue un fracaso de Estados Unidos que el futuro del banco nacional pudiera resolverse mediante un compromiso y una mayor medida de supervisión gubernamental", escribe Howe. "Jackson y Biddle eran demasiado testarudos para el bien del país. La gran Guerra Bancaria resultó ser un conflicto que ambas partes perdieron".

## Lectura adicional
- Campbell, Stephen W. "Funding the Bank War: Nicholas Biddle and the public relations campaign to recharter the second bank of the US, 1828–1832." American Nineteenth Century History 17.3 (2016): 273-299. en línea
- Carpenter, Daniel, and Benjamin Schneer. "Party formation through petitions: The Whigs and the Bank War of 1832–1834." Studies in American Political Development 29.2 (2015): 213–234.
- Cole, Donald B. (1993). The Presidency of Andrew Jackson. Lawrence, KS: University Press of Kansas. ISBN 978-0700-60600-9. (requiere registro). «Donald B. Cole.»
- Ellis, Richard E. (2007). Aggressive Nationalism: McCulloch v. Maryland and the Foundation of Federal Authority in the Young Republic. New York, NY: Oxford University Press. ISBN 978-0195-32356-6.

- Hilt, Eric, and Katharine Liang. "Andrew Jackson’s Bank War and the Panic of 1837." (Harvard University, 2020). Econometric analysis. en línea

- Kahan, Paul (2016). The Bank War: Andrew Jackson, Nicholas Biddle, and the Fight for American Finance. Yardley, PA: Westholme Publishing LLC. ISBN 978-1594-16234-3.
- Knodell, Jane Ellen. The Second Bank of the United States: "Central" Banker in an Era of Nation-Building, 1816–1836 (Routledge, 2017) online book review

- McFaul, John M. (1972). The Politics of Jacksonian Finance. Ithaca, NY: Cornell University Press. ISBN 9780801407383. OCLC 409631. (requiere registro). «John McFaul Jacksonian.»

- Murphy, Sharon Ann. Other People's Money: How Banking Worked in the Early American Republic (2017) online review

- Remini, Robert V. (1967). Andrew Jackson and the Bank War. W. W. Norton & Company. ISBN 978-0393-09757-3.
- Remini, Robert V. (1993). Henry Clay: Statesman for the Union. New York, NY: W.W. Norton & Company. ISBN 978-03933-1088-7.
- Rousseau, Peter L. "Jackson, the Bank War, and the Legacy of the Second Bank of the United States." AEA Papers and Proceedings, vol. 111 (2021), pp. 501-507. online (enlace roto disponible en Internet Archive; véase el historial, la primera versión y la última)..

- Smith, Walter Buckingham (1969) [1953]. Economic Aspects of the Second Bank of the United States. New York, NY: Greenwood Press. ISBN 9780837123295. OCLC 473892431.
- Varon, Elizabeth R. (2008). Disunion!: The Coming of the American Civil War, 1789–1859. Chapel Hill, NC: University of North Carolina Press. ISBN 978-0807-83232-5.
- Watson, Harry L. (2006) [1990]. Liberty and Power: The Politics of Jacksonian America. New York, NY: Hill and Wang. ISBN 978-0809-06547-9.
- Wilburn, Jean A. (1967). Biddle's Bank: The Crucial Years. New York, NY: Columbia University Press. OCLC 248481454. (requiere registro).
- Zelizer, Julian E. (2004). The American Congress: The Building of Democracy. Boston, MA: Houghton Mifflin. pp. 153–167. ISBN 978-0618-17906-0.

- Datos: Q4855994
- Multimedia: Bank War / Q4855994